# Sicana odorifera

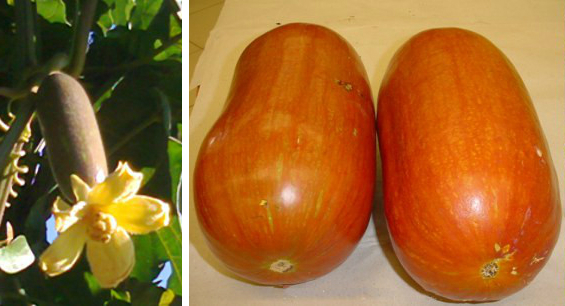
Blüte und Früchte

Sicana odorifera bekannt als Cassabanana oder Melocoton, ist eine tropische Nutzpflanze, welche zur Familie der Kürbisgewächse (Cucurbitaceae) gehört, daher auch ihr Basionym Cucurbita odorifera Vell., sie ist eine von drei Arten der Gattung Sicana.
Diese Pflanzenart wird in weiten Teilen Lateinamerikas, wo sie auch als Curuguá (Guaraní) bezeichnet wird, und in der Karibik sowie im Süden der USA von den Cajun angebaut.

## Beschreibung
Sicana odorifera ist eine schnellwachsende, ausdauernde, krautige Pflanze, die kriechend oder rankend wächst. Die rippigen Stängel erreichen Längen von 15 Metern oder mehr. Die Ranken sind oft vierteilig. Die Blattstiele sind bis zu 12 cm lang. Die abgerundet bis spitz oder zugespitzt mehrfach gelappten, an der Basis herz- oder pfeilförmigen Laubblätter sind bis zu 20–30 cm breit. Die Blätter sind am Rand unregelmäßig gezähnt. Alle Pflanzenteile sind sehr kurz Drüsenhaarig.
Sican odorifera ist einhäusig gemischtgeschlechtlich monözisch. Die einzeln stehenden, eingeschlechtigen Blüten sind fünfzählig mit einem doppelten Perianth. Die weiblichen Blüten sind etwa 5 Zentimeter lang, die männlichen nur 2 Zentimeter. Die fünf weißen oder gelben Kronblätter sind becherförmig verwachsen mit freien, zurückgelegten Lappen. Die Staubblätter der männlichen Blüten sind kurz und engstehenden, die Antheren stehen in einem großen Kopf zusammen. Der lange Fruchtknoten der weiblichen Blüten ist unterständig, mit einem kurzen Griffel mit einer großen, dreilappigen Narbe. Bei den weiblichen Blüten sind 3 Staminodien vorhanden und bei den männlichen ein kurzes Hypanthium.
Die wurstförmige, ellipsoide bis zylindrische, vielsamige und glatte, hartschalige, fast gerade Frucht (Beere, Panzerbeere, Scheinfrucht, Pepo) ist bis zu 30–60 cm lang; mit variabler Farbe, zwischen rot, verschiedenen Brauntönen und fast schwarz. Das süße, aromatische, orange-gelbe, etwas feste und saftige Fruchtfleisch der reifen Frucht kann roh gegessen oder eingemacht werden. Die hunderten, bräunlichen, heller umrandeten, etwa 1–1,5 Zentimeter langen Samen, sind schmal-eiförmig und flach.
Die unreife Frucht wird als Gemüse verwendet. Die Früchte haben einen aromatischen Geruch und dienen zur Parfümierung von Wäsche und Kleidung oder als Duftverbesser für Wohnungen.